# Lista över fornlämningar i Ljungby kommun (Vittaryd)
Lista över fornlämningar i Ljungby kommun (Vittaryd) är en förteckning av ett urval av de fornlämningar som finns i Vittaryd i Ljungby kommun.
| Namn                | Lämningstyp         | Tillkomsttid | Historisk indelning | Plats | Läge                 | ID-nr          | Bild                                      |
| ------------------- | ------------------- | ------------ | ------------------- | ----- | -------------------- | -------------- | ----------------------------------------- |
| Vittaryd 1:1        | Minnesmärke         |              | Vittaryd, Småland   |       | 56.985075, 13.848942 | 10076900010001 | Ladda upp en bild av detta fornminne      |
| Vittaryd 5:1        | Röse                |              | Vittaryd, Småland   |       | 56.991640, 13.930955 | 10076900050001 | Ladda upp en bild av detta fornminne      |
| Vittaryd 8:1        | Gravfält            |              | Vittaryd, Småland   |       | 56.983656, 13.929563 | 10076900080001 | Ladda upp en bild av detta fornminne      |
| Vittaryd 9:1        | Gravfält            |              | Vittaryd, Småland   |       | 56.982288, 13.929504 | 10076900090001 | Ladda upp en bild av detta fornminne      |
| Vittaryd 12:1       | Hög                 |              | Vittaryd, Småland   |       | 56.980805, 13.925874 | 10076900120001 | Ladda upp en bild av detta fornminne      |
| Vittaryd 13:1       | Stensättning        |              | Vittaryd, Småland   |       | 56.983498, 13.927684 | 10076900130001 | Ladda upp en bild av detta fornminne      |
| Vittaryd 13:2       | Stensättning        |              | Vittaryd, Småland   |       | 56.983521, 13.927920 | 10076900130002 | Ladda upp en bild av detta fornminne      |
| Vittaryd 13:3       | Stensättning        |              | Vittaryd, Småland   |       | 56.983598, 13.927750 | 10076900130003 | Ladda upp en bild av detta fornminne      |
| Vittaryd 14:1       | Hög                 |              | Vittaryd, Småland   |       | 56.980303, 13.931031 | 10076900140001 | Ladda upp en bild av detta fornminne      |
| Vittaryd 16:1       | Stensättning        |              | Vittaryd, Småland   |       | 56.977018, 13.931946 | 10076900160001 | Ladda upp en bild av detta fornminne      |
| Vittaryd 16:2       | Hög                 |              | Vittaryd, Småland   |       | 56.977151, 13.931722 | 10076900160002 | Ladda upp en bild av detta fornminne      |
| Vittaryd 16:3       | Hög                 |              | Vittaryd, Småland   |       | 56.977208, 13.931543 | 10076900160003 | Ladda upp en bild av detta fornminne      |
| Vittaryd 17:1       | Röse                |              | Vittaryd, Småland   |       | 56.977681, 13.934217 | 10076900170001 | Ladda upp en bild av detta fornminne      |
| Vittaryd 19:1       | Stensättning        |              | Vittaryd, Småland   |       | 56.977410, 13.927887 | 10076900190001 | Ladda upp en bild av detta fornminne      |
| Vittaryd 21:1       | Hög                 |              | Vittaryd, Småland   |       | 56.976086, 13.930534 | 10076900210001 | Ladda upp en bild av detta fornminne      |
| Vittaryd 21:2       | Hög                 |              | Vittaryd, Småland   |       | 56.975795, 13.930296 | 10076900210002 | Ladda upp en bild av detta fornminne      |
| Vittaryd 25:1       | Gravfält            |              | Vittaryd, Småland   |       | 56.962214, 13.924876 | 10076900250001 | Ladda upp en bild av detta fornminne      |
| Vittaryd 26:1       | Gravfält            |              | Vittaryd, Småland   |       | 56.960387, 13.932014 | 10076900260001 | Ladda upp en bild av detta fornminne      |
| Vittaryd 28:1       | Röse                |              | Vittaryd, Småland   |       | 56.958367, 13.925854 | 10076900280001 | Ladda upp en bild av detta fornminne      |
| Vittaryd 34:1       | Röse                |              | Vittaryd, Småland   |       | 57.003055, 13.937207 | 10076900340001 | Ladda upp en bild av detta fornminne      |
| Vittaryd 34:2       | Röse                |              | Vittaryd, Småland   |       | 57.003200, 13.937109 | 10076900340002 | Ladda upp en bild av detta fornminne      |
| Vittaryd 36:1       | Gravfält            |              | Vittaryd, Småland   |       | 57.006085, 13.936377 | 10076900360001 | Ladda upp en bild av detta fornminne      |
| Vittaryd 36:2       | Gravfält            |              | Vittaryd, Småland   |       | 57.005553, 13.937086 | 10076900360002 | Ladda upp en bild av detta fornminne      |
| Vittaryd 37:1       | Röse                |              | Vittaryd, Småland   |       | 57.013531, 13.925709 | 10076900370001 | Ladda upp en bild av detta fornminne      |
| Vittaryd 38:1       | Gravfält            |              | Vittaryd, Småland   |       | 57.010223, 13.947359 | 10076900380001 | Ladda upp en bild av detta fornminne      |
| Vittaryd 39:1       | Gravfält            |              | Vittaryd, Småland   |       | 57.009970, 13.946476 | 10076900390001 | Ladda upp en bild av detta fornminne      |
| Vittaryd 40:1       | Hög                 |              | Vittaryd, Småland   |       | 57.011078, 13.948506 | 10076900400001 | Ladda upp en bild av detta fornminne      |
| Vittaryd 44:1       | Hällristning        |              | Vittaryd, Småland   |       | 57.012869, 13.923400 | 10076900440001 | Ladda upp en bild av detta fornminne      |
| Vittaryd 46:1       | Runristning         |              | Vittaryd, Småland   |       | 56.949783, 13.979390 | 10076900460001 | Ladda upp en till bild av detta fornminne |
| Vittaryd 51:1       | Gravfält            |              | Vittaryd, Småland   |       | 56.956147, 13.977235 | 10076900510001 | Ladda upp en bild av detta fornminne      |
| Vittaryd 54:1       | Stensättning        |              | Vittaryd, Småland   |       | 56.957067, 13.976587 | 10076900540001 | Ladda upp en bild av detta fornminne      |
| Vittaryd 54:2       | Hög                 |              | Vittaryd, Småland   |       | 56.956954, 13.976486 | 10076900540002 | Ladda upp en bild av detta fornminne      |
| Vittaryd 58:1       | Stenkammargrav      |              | Vittaryd, Småland   |       | 56.948367, 13.981225 | 10076900580001 | Ladda upp en bild av detta fornminne      |
| Vittaryd 80:1       | Lägenhetsbebyggelse |              | Vittaryd, Småland   |       | 57.001158, 13.885370 | 10076900800001 | Ladda upp en bild av detta fornminne      |
| Böke (Vittaryd 123) | Lägenhetsbebyggelse |              | Vittaryd, Småland   |       | 56.987504, 13.885778 | 12000000095616 | Ladda upp en bild av detta fornminne      |